# Asesinato de Brenda Gerow
Brenda Marie Gerow (Nashua, Nuevo Hampshire; 18 de febrero de 1960 - Tucson, Arizona; c. 6 de abril de 1981), antes de su identificación conocida como Pima County Jane Doe (desconocida del condado de Pima), fue una víctima de asesinato estadounidense cuyo cuerpo fue encontrado el 8 de abril de 1981. A finales 2014, se hizo pública una fotografía de una reconstrucción facial de la víctima que llevó a su identificación al año siguiente. Había sido enterrada bajo una lápida con el nombre de marcador de posición de "Jane Doe" con la frase "UNK - 1981". El cuerpo de Gerow permaneció sin identificar durante 34 años hasta que se anunció que sus restos habían sido identificados positivamente.

## Desaparición y muerte
Gerow, la mayor de sus hermanos, desapareció en julio de 1980 después de irse con John "Jack" Kalhauser, su novio en aquel entonces. Trabajaba como dependienta en una tienda y tenía otro trabajo parcial como camarera en un establecimiento en Dracut (Massachusetts), a menudo frecuentado por ciclistas. Tenía buena relación con su familia, con la que hablaba periódicamente. Llamó para decirles que regresaría al hogar familiar (en Nuevo Hampshire), pero nunca lo hizo. Su familia intentó denunciar su desaparición, pero la policía local se negó a cooperar debido al hecho de que ella era adulta cuando desapareció.
El cuerpo de una mujer blanca fue encontrado en el desierto el 8 de abril de 1981, en los alrededores de la ciudad de Tucson (Arizona), entre Houghton Road y la Interestatal 10. Sus restos fueron encontrados por cazadores de la zona que encontraron una chaqueta colgando de un árbol y más tarde descubrieron su cuerpo tirado en el suelo.
La víctima era un joven adulto, de entre 18 y 22 años. La autopsia determinó que murió entre un día y medio y dos días antes de que se descubriera su cuerpo y la causa de la muerte fue estrangulamiento con ligadura. La habían golpeado brutalmente, además de haber sido agredida sexualmente. Cuando lo encontraron, su cuerpo estaba en un avanzado estado de descomposición, lo que la hacía facialmente irreconocible y el color de sus ojos indeterminado. El patólogo que la examinó pudo determinar que tenía una tez clara, así como cabello largo, de color castaño claro a rubio. La víctima también tenía una mancha blanca notable en uno de sus dientes frontales superiores. Medía aproximadamente entre 1,57 m y 1,60 m y pesaba entre 45 y 50 kg en el momento de su muerte.
En el momento en que la encontraron, el informe estipuló que vestía jeans de mezclilla, calcetines blancos con pompones rosas, un sostén blanco, bragas azules, zapatos de gamuza marrón y una blusa distintiva que era azul oscuro y tenía "mangas abullonadas de color rojizo" con un diseño floral. Los policías encontraron también la chaqueta a la que hacían referencia los testigos, colgada de un árbol.

## Investigación
Se fotografió la escena del crimen y las fuerzas del orden sobrevolaron el área para tomar una panorámica de la zona y tratar de encontrar pistas adicionales. La descomposición del cuerpo no era lo suficientemente avanzada como para alterar por completo sus huellas dactilares, que finalmente fueron tomadas. Se obtuvo información dental junto con, años más tarde, su ADN. Se extrajo un perfil de ADN de otra persona de su ropa en 2006, lo que permitió crear un perfil de ADN de un posible sospechoso después de que se completara el análisis de la muestra en 2007. En el momento en que se encontró a la víctima, las autoridades de Tucson no pudieron obtener huellas dactilares. En un esfuerzo por obtenerlas, se decidió cortar las manos de la víctima y enviarlas al equipo científico del FBI para tratar de lograr la identificación. Si bien lograron obtener las huellas dactilares de la víctima, no mostraron coincidencia en la base con ninguna persona desaparecida ni con nadie arrestado por un delito. El caso se comparó con varios casos de personas desaparecidas, pero todos fueron descartados.
Para los investigadores, el estilo de su ropa sugería que podría haber estado involucrada (bien como exponedora, participante, comerciante, vendedora) en la feria local del condado que había ocurrido en el momento de su asesinato. Las imágenes de la ropa de la víctima han aparecido en sitios web, carteles del Centro Nacional para Niños Desaparecidos y Explotados y en varios informes de noticias, en un esfuerzo por identificarla. La víctima había estado caminando o corriendo por un área boscosa antes de su muerte, como sugerían los arañazos en su cuerpo.
Se creó un boceto "en crudo" de la víctima en el momento inicialmente posterior a su descubrimiento. Se dio a conocer al público en televisión y en los periódicos, pero nadie de la zona reconoció a la víctima. Después de una exhumación del cuerpo en 2012, la cara de la víctima fue reconstruida digitalmente después de que se examinara su cráneo mediante una tomografía computarizada. El escaneo fue patrocinado por el Centro Nacional para Niños Desaparecidos y Explotados con el fin de crear una aproximación de los rasgos faciales y la apariencia cuando la víctima estaba viva.
Existían diferentes teorías sobre la vida y muerte de la víctima. Los investigadores teorizaron que era una fugitiva cuando era niña antes de convertirse en adulta, que posiblemente se había separado de su familia, que la habían asesinado en otro lugar y la habían dejado en una nueva escena, o que había hecho autostop a Tucson desde otro lugar. Al principio de la investigación, se teorizó que ella podría haber sido víctima del asesino de Golden State, entonces no identificado, que se había mudado al sur desde que comenzó su carrera criminal a mediados de la década de 1970.

## Posterior identificación
En 1995, mientras "preparaba un caso" contra Kalhauser por cargos de agresión, se encontró en su poder una fotografía de una mujer joven de cabello claro sosteniendo un ramo de flores. A finales de 2014, la policía anunció que creían que la fotografía estaba relacionada con el caso de la joven desaparecida del condado de Pima y rápidamente la divulgó al público. Se dijo que la mujer de la foto se parecía a la reconstrucción de la víctima y su descripción física. Se cree que la fotografía fue tomada entre 1979 y 1981, y también se ajusta al período de tiempo en el que fue encontrada. Kalhauser rechazó las solicitudes de las autoridades para identificar a la mujer en la fotografía.
La fotografía de la mujer entonces no identificada fue dada a conocer al público a finales de 2014, después de que las autoridades establecieran la conexión entre ella y la reconstrucción hecha. Las autoridades señalaron que el paisaje de fondo parecía provenir de algún lugar de la parte oriental del país, sobre todo en una antigua zona de acampada en Tyngsborough, en el estado de Massachusetts. El 23 de diciembre de 2014, su hermano, Bill Gerow Jr., recibió una notificación de la policía de que la mujer de la foto podría ser su hermana. Gerow no había sido vista desde 1980, cuando tenía 20 años, después de dejar el estado voluntariamente con Kalhauser, con quien mantneía una relación sentimental. Según los informes, había conocido a Kalhauser mientras estaba en un club nocturno. Nunca explicó el motivo de su partida, aunque su familia creyó que se había "escapado". Su hermano dijo que ella lo había llamado alrededor de dos o tres semanas después mientras residía en Nuevo México. Después de esta ocasión, nunca más se supo de ella, aunque su familia continuó esforzándose por localizarla. Gerow no pudo haber sido reportada oficialmente como desaparecida debido a que tenía más de 18 años y que aparentemente se había ido por su propia voluntad.
Kalhauser tenía vínculos en Arizona y se cree que asesinó a su esposa, Diane Van Reeth, en 1995, llegando a tener un nombre falso en el momento de su muerte. Aunque nunca se ha encontrado el cuerpo de Van Reeth, Kalhauser fue condenado más tarde por su asesinato en 1999. Otros eventos en la historia criminal de Kalhauser incluyen una condena por el asesinato de Paul Chapman en 1974 y ser acusado por el intento de asesinato de otro hombre en 1979. Tras su acusación por el caso de 1979, Kalhauser pagó la fianza y huyó después de ser liberado de la cárcel. Cuando se casó con Diane Van Reeth en Nevada, usó un nombre falso para evitar ser descubierto. Kalhauser fue sentenciado a 20 años de prisión en Arizona luego de su condena por asesinato en segundo grado. Los registros de la prisión de Arizona muestran que completó su sentencia el 8 de mayo de 2019.
El 28 de septiembre de 2015 se dio a conocer información de que el cuerpo de la víctima no identificada había sido identificado formalmente como Gerow en abril de 2015 y que su cuerpo sería devuelto a familiares. La identificación se realizó mediante la comparación del ADN de la familia con el de la víctima. El padre de Gerow, William Sr., declaró que no entendía ningún posible motivo de la muerte de su hija. Kalhauser fue considerado persona de interés en el asesinato. La policía pidió información a cualquiera que conociera a Kalhauser y Gerow a finales de la década de 1970 o principios de la de 1980. Después de que la familia recibió los restos, el cuerpo de Brenda Gerow fue incinerado.